# Hohe Salve
Le Hohe Salve est un sommet des Alpes, à 1 828 m d'altitude, dans les Alpes de Kitzbühel, en Autriche (Tyrol).
Il est surnommé le Rigi du Tyrol, en raison de ses nombreuses similitudes avec ce sommet suisse.

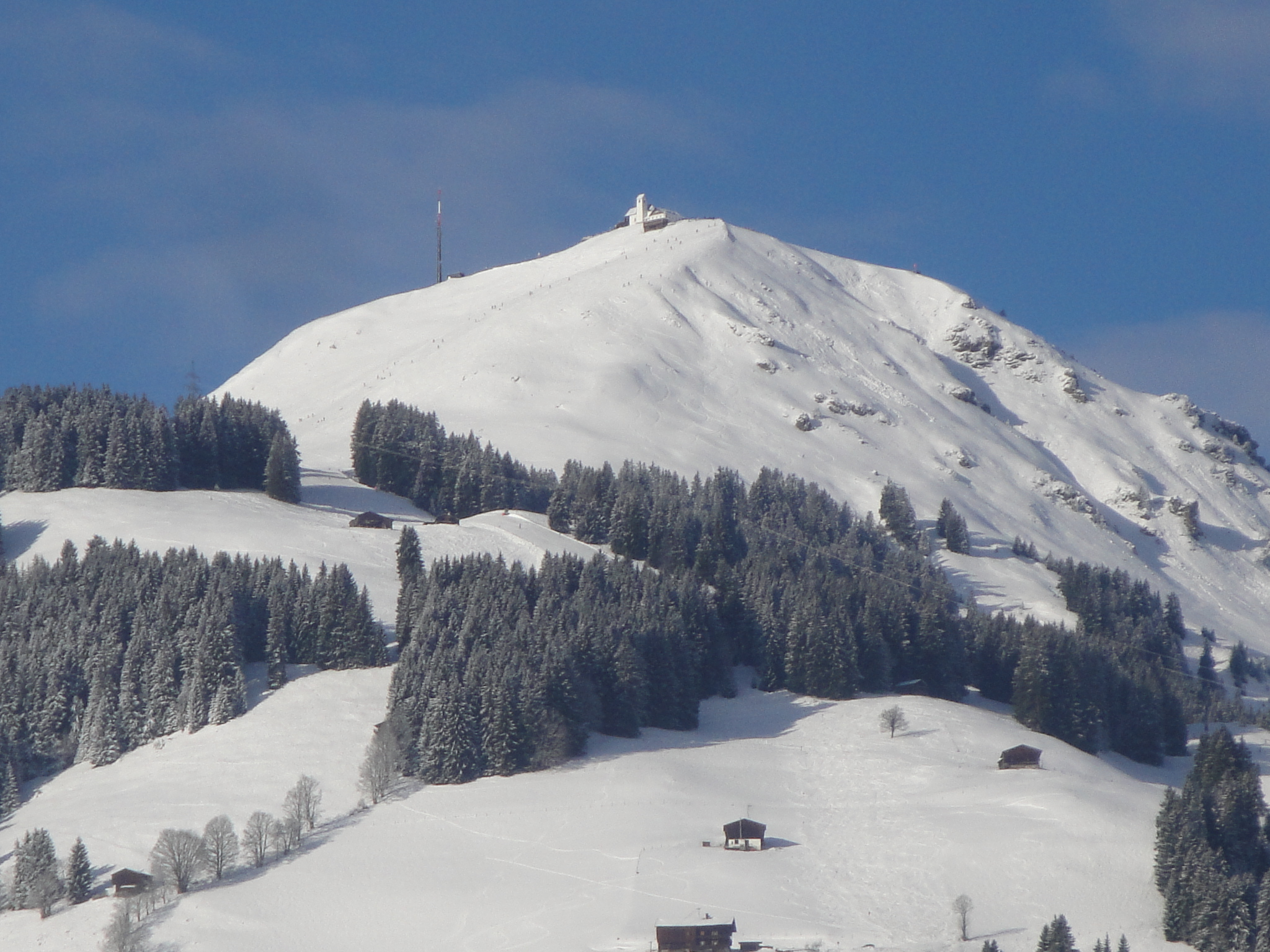
Vue du Hohe Salve depuis Brixen im Thale.

## Sport
Le sommet du Hohe Salve accueille l'arrivée du Kaisermarathon depuis 2007.